# WiMP (Musikstreaming-Service)
WiMP (Akronym für Wireless Music Player) war ein kostenpflichtiger Musikstreaming-Dienst des norwegischen Unternehmens Aspiro AS. Seit 2015 gehört Aspiro einem Unternehmen des Rappers Jay-Z. Ab Ende März 2015 folgte Tidal WiMP nach.
WiMP war in Norwegen, Schweden, Dänemark, Polen, Deutschland, der Schweiz und Österreich verfügbar. Die deutsche Niederlassung von WiMP saß in Berlin.

## Funktionen
WiMP ermöglichte den kostenpflichtigen Zugang zu über 25 Millionen Musiktiteln von zahlreichen Plattenlabels, sowie einer Vielzahl an Hörbüchern und Musikvideos. Die Alben und Musikstücke in den Playlisten ließen sich in der App für WiMP offline speichern (Download2Go). Dadurch konnte Musik auch ohne Internetverbindung auf dem Smartphone abgespielt werden. Die Anzahl an offline speicherbaren Titeln war unbegrenzt.
Zusätzlich wurden Informationen, Rezensionen und Kritiken zu Musikstücken und Künstlern, der Songerkennungsdienst Shazam und verschiedene Social-Media-Funktionen zur Verfügung gestellt.
Für WiMP wurde eine Übertragungsgeschwindigkeit von mindestens 256 kbit/s empfohlen. Der HiFi-Service WiMP HiFi nutzte Lossless Audio mit FLAC bzw. ALAC Files, mit einer Datenrate von 1411 kbps. Die WiMP-Software konnte kostenlos auf Computer, Tablet oder dem Smartphone heruntergeladen und auf höchstens drei Endgeräten simultan genutzt werden.
Später erfolgte auch die Möglichkeit des direkten Zugriffs über den Webbrowser.